# Captain Rainbow
Captain Rainbow (キャプテン★レインボー?, Kyaputan★Reinbō) è un videogioco del 2008 sviluppato da Skip e pubblicato da Nintendo per Wii esclusivamente in Giappone.

## Trama
Il protagonista si chiama Nick e possiede l'abilità di trasformarsi in Captain★Rainbow, un supereroe stile tokusatsu armato di yo-yo che dovrà diventare popolare viaggiando per Mimin Island, un'isola abitata da personaggi Nintendo dimenticati che può realizzare i sogni di chi la abita. Captain★Rainbow dovrà aiutarli a realizzare i loro desideri, sino a quando non potranno lasciare l'isola.

## Modalità di gioco
Il gameplay di Captain★Rainbow combina elementi dei videogiochi d'avventura con i giochi d'azione.
Nel videogioco il protagonista deve trascorrere la sua giornata su Mimin Island, in maniera molto simile a quanto avviene nei titoli della serie Animal Crossing: Nick può catturare pesci o insetti e, soprattutto, aiutare i vari personaggi. Aiutandoli riceverà dei cristalli, denominati Kirarin. Questi oggetti hanno un ruolo importante: una volta collezionati 20 Kirarin, questo evento scatenerà la caduta di una stella dal cielo. Recuperandola, Nick potrà, accompagnato da un abitante dell'isola, portarla presso un altare dove potrà scegliere se ottenere immediatamente la fama o proseguire la sua avventura, aiutando ulteriori personaggi.

## Personaggi
Ad eccezione di Nick/Captain★Rainbow, dei Mimin, delle Ombre e dei mobili di Lip, i personaggi di Captain★Rainbow provengono tutti da vecchi giochi Nintendo.
- Nick - Proveniente da Mameruca, "La Terra della Libertà" (parodia dell'America), è noto anche come Captain★Rainbow, un supereroe che ha perso la sua popolarità. Nick è su Mimin Island per realizzare i sogni dei vari abitanti.
- Mimin - Piccoli coniglietti con orecchie gialle, gli originali abitanti dell'Isola. Da loro dipende l'abilità dell'Isola di realizzare i sogni, essendo i Kirarin dei Mimin morti. Aiutano Nick a raggiungere l'altare sopra l'Isola formando un ponte. Un Mimin più anziano, all'inizio del gioco, attira Nick sull'Isola e gli forma un anello che si riempie di energia ogni volta che un abitante lascia l'Isola o raccogliendo Kirarin.
- Ombre (Shadow) - Dopo che Nick avrà ottenuto una stella, queste figure cercheranno di rubarla. Nick può sconfiggerle scontrandosi con esse o, da Captain★Rainbow usando, il suo yo-yo; ma se un'Ombra dovesse cogliere di sorpresa il protagonista, egli dovrà sconfiggerla in un duello corpo a corpo. Se le Ombre riusciranno ad ottenere una Stella, inizieranno a danzarci attorno facendole perdere energia. Quasi alla fine del gioco, le Ombre diventano più potenti acquisendo un occhio.
- Strutzi (Catherine) - Da Yume Kōjō: Doki Doki Panic (diventato il Super Mario Bros. 2 americano). Un ragazzo che crede di essere una ragazza. Il sogno di Strutzi è divenire famoso tra tutti i ragazzi, ma è sospettato di crimine ed imprigionato. Dopo che Nick l'avrà liberato, egli gli chiederà di divenire il suo fidanzato. Abita in una casa rosa decorata, all'interno, di nastri e di uova.
- Mappo - Il Robot di GiFTPiA, è arrivato su Mimin Island per divenire un poliziotto privato. Abita in un Koban somigliante a lui. Nick lo dovrà aiutare tenendo ordine sull'Isola.
- Tao - Cane apparso in GiFTPiA e Chibi-Robo!, basato sul cane di Kenichi Nishi (fondatore di skip).  Il suo sogno è non fare niente eccetto che mangiare. Vive in una cuccia vicino al Koban di Mappo.
- Little Mac - Da Mike Tyson's Punch-Out!!. Little Mac vuol diventare di nuovo campione del mondo, dopo aver perso il titolo ed essere ingrassato. Il suo peso dipende da quanto Nick lo allena; puoi divenire eccessivamente grasso, troppo snello o raggiungere il giusto peso forma. Vive in un ring a sud della casa di Strutzi.
- Hikari - Da Shin Onigashima. Ha una relazione con Nick, la notte sono visti insieme sulla spiaggia. Il suo desiderio è vedere tutti gli abitanti dell'Isola ed i Mimin felici. Vive in una casa simile a quelle giapponesi.
- Takamaru - Da Nazo no Murasamejō. Vuole divenire esperto nell'arte della spada, e per farlo deve riuscire a non eccitarsi troppo facilmente pensando a ragazze. Vive in un Dojo semi distrutto, con parti di tetto mancanti.
- Ossan - Da Famicom Golf, è raffigurato come un uomo anziano. Vive in una normale casa che include all'esterno un campo da golf e desidera divenire un campione di questo sport. Nick lo dovrà aiutare allenandolo.
- Lip - Da Panel de Pon (divenuto Tetris Attack in America ed Europa). Vuole diventare una grande maga. Vive in una casa a forma di fungo, decorata con fiori ed una Pianta Piranha da Super Mario Bros. si trova nel suo giardino. Soffre di raffreddore. I mobili della sua casa sono esseri viventi.
- Tracy - Da The Legend of Zelda: Link's Awakening. Desidera ridurre in schiavitù tutti gli uomini del mondo. Vive in una villa al centro dell'Isola; di giorno si trova sul suo trono, di notte in camera sua, davanti al suo specchio o in bagno, dove riceve un membro delle Truppe di Famicom Wars. Sopra il suo trono c'è un ritratto di Mario ed uno di Link, vicino ad uno vuoto. Nick la aiuta facendo divenire Takamaru suo schiavo.
- Truppe di Famicom Wars - Da Famicom Wars. Per qualche ragione, vogliono diventare campioni di Pallavolo ed hanno bisogno di allenarsi con Nick. Vivono in una tenda sulla spiaggia; di giorno si allenano, di notte stanno attorno ad un fuoco e, se la marea è bassa, cercano conchiglie. Inoltre hanno costruito una torre di vedetta, che ha al suo interno un ritratto di Tracy.
- Demone (Devil) - Da Devil World. Vuol divenire il principale cattivo dell'Isola (grazie all'aiuto di Nick). Adora fare scherzi e vive in una casa con l'entrata a forma di teschio e con le ali da pipistrello, decorata con vari crani.
- Capitan Drago (Gitchoman) - Da Chibi-Robo!. Vuole imparare la differenza tra bene e male. Vive in una piccola navicella con la quale è atterrato su Mimin. Nick lo aiuta recuperando un pezzo della navicella.

## Recensioni
Al momento l'unica recensione conosciuta è quella di Famitsū, importante rivista giapponese che ha dato a Captain Rainbow il voto di 31 su 40 (8 / 8 / 8 / 7).